# Tephrina specifica
Tephrina specifica är en fjärilsart som beskrevs av Dyar 1916. Tephrina specifica ingår i släktet Tephrina och familjen mätare. Inga underarter finns listade i Catalogue of Life.